# 呂濬堃
呂濬堃（1850年—1931年），廣西省鬱林直隸州陸川縣米场乡莫村人，清末官員。
光緒十一年（1885年）乙酉科中举人，光绪二十九年（1903年）癸卯科三甲第122名進士。同年閏五月，著交吏部掣签分发各省，以知县即用。任安徽祁门县知县。
民国十二年（1923年），与范晋蕃总纂《陆川县志》。